# Campeonato Sudamericano de Hockey sobre césped femenino de 2008
El Campeonato Sudamericano de Hockey sobre césped femenino de 2008 se llevó a cabo desde el 30 de marzo al 6 de abril de 2008. La competencia se desarrolló en Montevideo, Uruguay. 
Por primera vez, participaron seis equipos bajo un formato todos contra todos con partido por medalla de bronce y final. Argentina resultó campeón por tercera vez tras ganarle la final a Chile 5-1 y por el partido de la medalla de bronce, Uruguay derrotó a Brasil 2-0. Este torneo marco el debut de Venezuela que terminó en sexto lugar.

## Equipos participantes
- Argentina
- Brasil
- Chile
- Paraguay
- Uruguay
- Venezuela

### Grupo Único
– Clasificados a la final y a los Juegos Panamericanos 2011.
     – Jugaran el partido por el tercer puesto.
     - Jugaran el partido por el quinto puesto.
| Equipo    | Pts | PJ | V | E | D | GF | GC | DIF |
| --------- | --- | -- | - | - | - | -- | -- | --- |
| Argentina | 15  | 5  | 5 | 0 | 0 | 51 | 1  | +50 |
| Chile     | 10  | 5  | 3 | 1 | 1 | 20 | 7  | +13 |
| Uruguay   | 10  | 5  | 3 | 1 | 1 | 23 | 11 | +12 |
| Brasil    | 6   | 5  | 2 | 0 | 3 | 8  | 14 | -6  |
| Paraguay  | 3   | 4  | 1 | 0 | 3 | 2  | 34 | -32 |
| Venezuela | 0   | 5  | 0 | 0 | 5 | 4  | 41 | -37 |

### Resultados
| 30 de marzo de 2008 08:30 |      |           |  |  |
| Argentina                 | 18–0 | Venezuela |  |  |

| 30 de marzo de 2008 10:30 |     |          |  |  |
| Chile                     | 8–0 | Paraguay |  |  |

| 30 de marzo de 2008 14:30 |     |        |  |  |
| Uruguay                   | 2–1 | Brasil |  |  |

| 31 de abril de 2008 14:00 |      |           |  |  |
| Paraguay                  | 0–12 | Argentina |  |  |

| 31 de marzo de 2010 16:00 |     |         |  |  |
| Venezuela                 | 0–9 | Uruguay |  |  |

| 31 de abril de 2008 18:00 |     |       |  |  |
| Brasil                    | 0–1 | Chile |  |  |

| 2 de abril de 2008 15:00 |     |           |  |  |
| Paraguay                 | 2–1 | Venezuela |  |  |

| 2 de abril de 2008 17:00 |     |        |  |  |
| Argentina                | 9–0 | Brasil |  |  |

| 2 de abril de 2008 19:00 |     |         |  |  |
| Chile                    | 2–2 | Uruguay |  |  |

| 3 de abril de 2008 15:00 |     |        |  |  |
| Paraguay                 | 0–3 | Brasil |  |  |

| 3 de abril de 2008 17:00 |     |           |  |  |
| Chile                    | 8–1 | Venezuela |  |  |

| 3 de abril de 2008 21:00 |     |           |  |  |
| Uruguay                  | 0–8 | Argentina |  |  |

| 5 de abril de 2008 10:00 |      |         |  |  |
| Paraguay                 | 0–10 | Uruguay |  |  |

| 5 de abril de 2008 14:00 |     |        |  |  |
| Venezuela                | 2–4 | Brasil |  |  |

| 5 de abril de 2008 18:00 |     |       |  |  |
| Argentina                | 4–1 | Chile |  |  |

### Quinto puesto
| 6 de abril de 2008 08:00 |     |           |
| Paraguay                 | 0–3 | Venezuela |

## Segunda fase

### Tercer Puesto
| 6 de abril de 2008 12:30 |     |        |
| Uruguay                  | 2–0 | Brasil |

### Final
| 6 de abril de 2008 17:00 |     |       |
| Argentina                | 5–1 | Chile |

| Campeón del Campeonato Suramericano 2008 |
| ---------------------------------------- |
| Argentina Tercer título                  |

## Clasificación general
| Pos | Equipo    |
| --- | --------- |
| 1   | Argentina |
| 2   | Chile     |
| 3   | Uruguay   |
| 4   | Brasil    |
| 5   | Paraguay  |
| 6   | Venezuela |